# Hoancă (gmina Sohodol)
Hoancă – wieś w Rumunii, w okręgu Alba, w gminie Sohodol. W 2011 roku liczyła 78 mieszkańców.